# Warszawska Masa Krytyczna

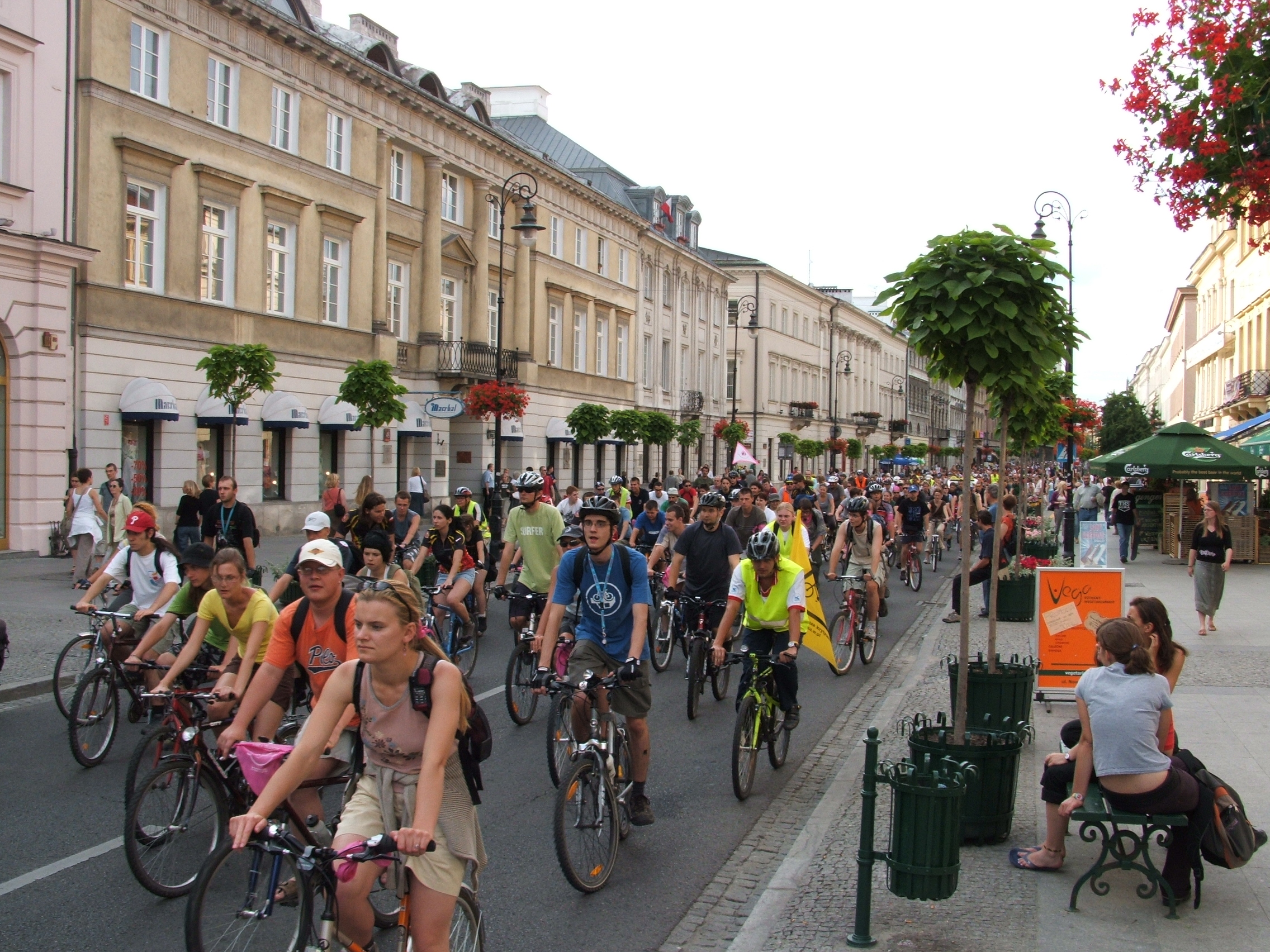
Masa na Trakcie Królewskim w czerwcu 2006

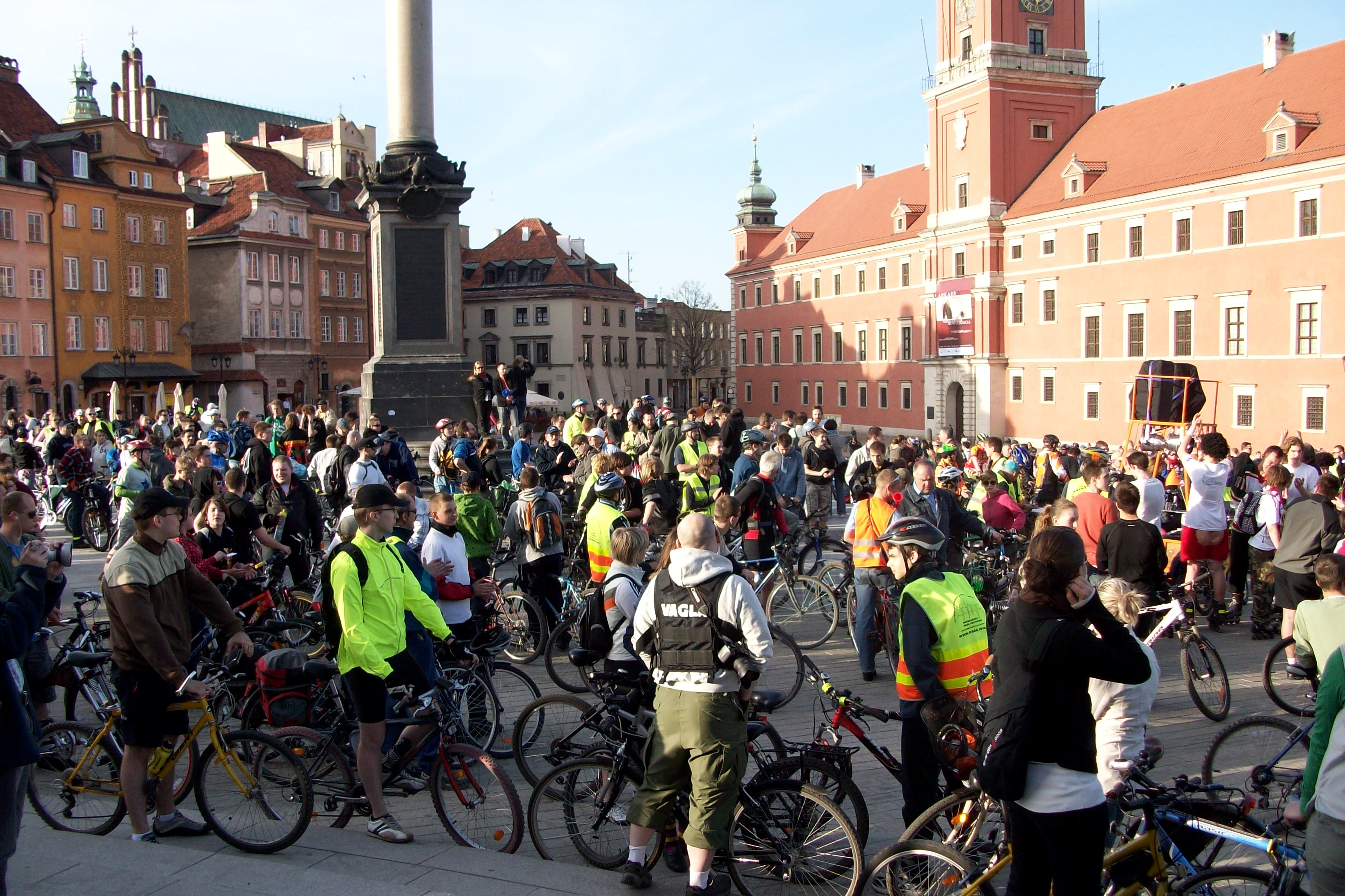
Masa na placu Zamkowym w kwietniu 2009

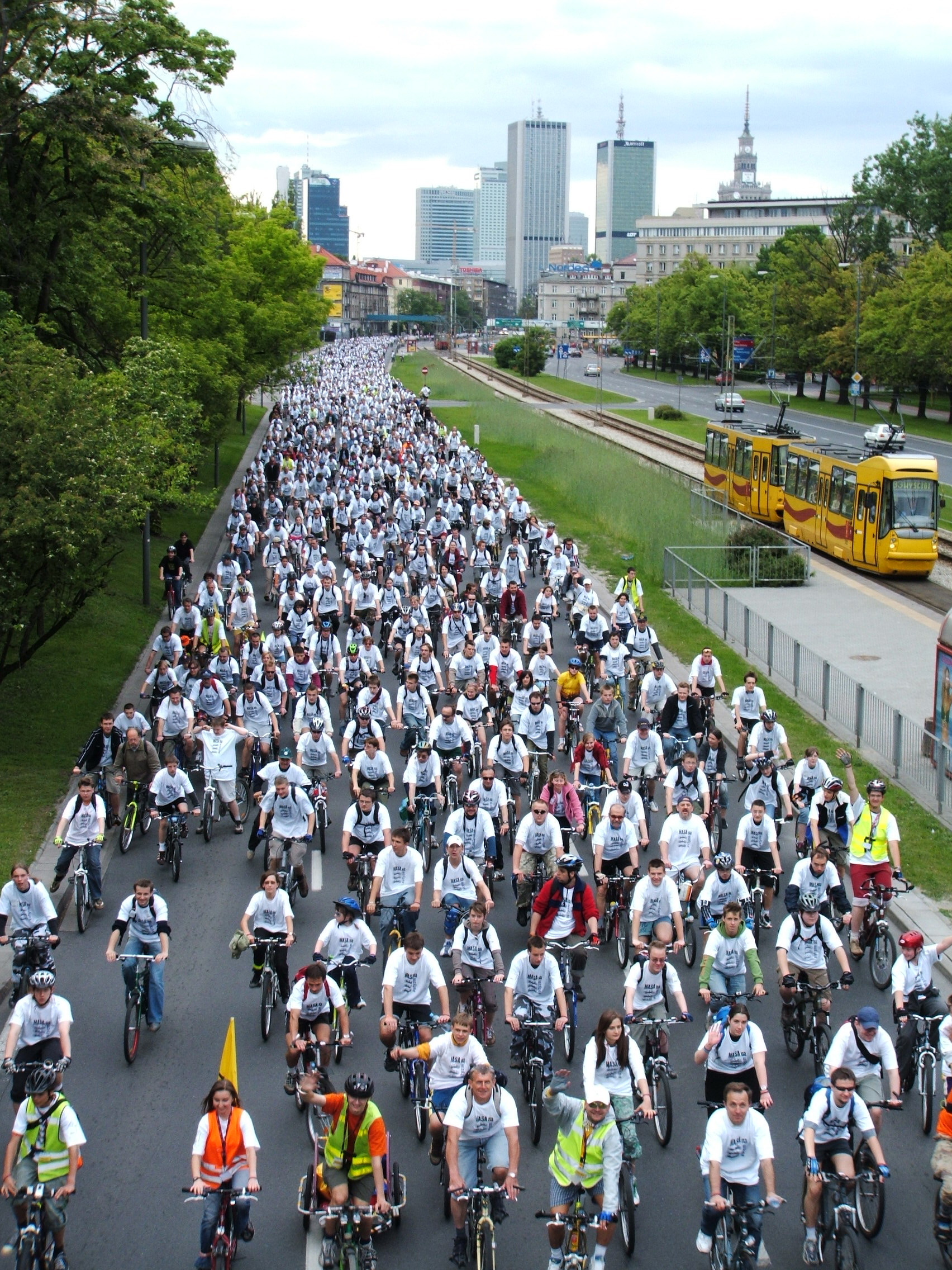
Masa na Autyzm w 2006

Warszawska Masa Krytyczna – warszawska inicjatywa społeczna działająca na rzecz udogodnień dla rowerzystów. W latach 1998–2016 działała w formie comiesięcznych przejazdów pojazdów napędzanych siłą ludzkich mięśni, głównie rowerzystów i rolkarzy, odbywających się w Warszawie w ostatni piątek każdego miesiąca przez cały rok. Warszawska Masa Krytyczna rozpoczynała się o godzinie 18:00 na placu Zamkowym. Impreza miała charakter niekomercyjny, organizowała ją grupa wolontariuszy przy współpracy ze stowarzyszeniem Zielone Mazowsze. 
Rekord frekwencji padł w maju 2008 roku i wyniósł 2366 osób. Poprzedni rekord, z maja 2005, wynosił 2360 uczestników.

## Cele i działalność
Celem uczestników jest lobbing na rzecz szeroko rozumianej rozbudowy infrastruktury rowerowej w Warszawie oraz popularyzacja rowerów jako środka komunikacji w mieście. Poza comiesięcznym przejazdem ochotnicy angażują się w działalność grup lokalnych, patroli, ratowników rowerowych i grup eksperckich.

## Historia
Pierwsze przejazdy, które identyfikuje się z WMK zaczęły odbywać się od 8 maja 1998 roku. Przełomem stała się czerwcowa masa w roku 2002, gdy w okolicznościach wyższej niż dotąd frekwencji postanowiła interweniować policja. Zamieszanie towarzyszące akcji spowodowało pojawienie się informacji o WMK w mediach. Odbyło się też spotkanie organizatorów z przedstawicielami policji, na którym ustalono zasady dalszej współpracy. Od września 2002 przejazdy organizowane są regularnie. 25 sierpnia 2006 odbyła się setna Warszawska Masa Krytyczna.
W sierpniu 2016 Masa Krytyczna zapowiedziała zmianę formuły działania, w tym odejście od comiesięcznych przejazdów w piątkowe popołudnia. Ostatni piątkowy przejazd odbył się 30 września 2016 roku. W czasie przejazdu specjalną uwagę poświęcono sytuacji rowerzystów na Moście Poniatowskiego.

## Lista Mas Krytycznych w Warszawie
| Data       | Liczba uczestników | Dystans w km | Trasa |
| ---------- | ------------------ | ------------ | --- |
| 2012.09.28 | 1333               | 25           | Plac Zamkowy, Miodowa, Senatorska, pl. Teatralny, Senatorska, pl. Bankowy, Andersa, Muranowska, Bonifraterska, Międzyparkowa, Słomińskiego, most Gdański, Jagiellońska, Zamoyskiego, Grochowska, Gocławska, Mińska, Stanisławowska, Dwernickiego, Szaserów, Chłopickiego, Zamieniecka, Fieldorfa, Umińskiego, Bora-Komorowskiego, Egipska, Saska, Zwycięzców, Francuska, rondo Waszyngtona, most Poniatowskiego, Al. Jerozolimskie, Nowy Świat, Krakowskie Przedmieście, Plac Zamkowy |
| 2012.10.26 |                    |              | |
| 2012.11.30 |                    | 18           | |
| 2012.12.28 |                    | 16           | |
| 2013.01.25 | 77                 |              | |
| 2013.02.22 | 103                | 27           | |
| 2013.03.29 |                    | 29           | |
| 2013.04.21 |                    |              | |
| 2013.05.31 | 1346               | 22           | |
| 2013.06.28 | 1114               | 27           | |
| 2013.07.26 | 1203               |              | |
| 2013.08.30 | 1636               |              | |
| 2013.09.27 |                    |              | |
| 2013.10.25 | 604                |              | |
| 2013.11.29 |                    |              | |
| 2013.12.27 |                    |              | |
| 2014.01.31 |                    |              | |
| 2014.02.28 | 292                |              | |
| 2014.03.28 | 1007               |              | |
| 2014.04.25 | 1572               |              | |
| 2014.05.30 |                    |              | |
| 2014.06.27 | 863                |              | |
| 2014.07.25 | 505                |              | |
| 2014.08.29 | 1051               |              | |
| 2014.09.26 | 563                |              | |
| 2014.10.31 | 344                |              | |
| 2014.11.28 |                    |              | |
| 2014.12.26 |                    |              | |
| 2015.01.30 |                    |              | Śródmieście, Mokotów, Powiśle |
| 2015.02.27 | 320                |              | |
| 2015.03.27 | ok. 200            |              | |
| 2015.04.26 |                    | ok. 30       | Plac Zamkowy, Krakowskie Przedmieście, Świętokrzyska, Marszałkowska, pl. Konstytucji, Waryńskiego, Puławska, Domaniewska, Bukowińska, Rolna, al. KEN, Herbsta, Pileckiego, Płaskowickiej, Rosoła, Ciszewskiego, Nowoursynowska, Wałbrzyska, al. Lotników, Modzelewskiego, Domaniewska, al. Niepodległości, Chałubińskiego, Al. Jerozolimskie, Nowy Świat, Krakowskie Przedmieście, Plac Zamkowy |
| 2015.05.29 |                    | ok. 26       | Plac Zamkowy, Krakowskie Przedmieście, Nowy Świat, Świętokrzyska, Marszałkowska, pl. Konstytucji, Waryńskiego, Batorego, al. Niepodległości, Woronicza, Puławska, Dolna, Chełmska, Czerniakowska, Solec, al. Armii Ludowej, Wawelska, Kopińska, Grzymały-Sokołowskiego, Al. Jerozolimskie, al. Prymasa Tysiąclecia, Górczewska, Okopowa, al. „Solidarności”, Bielańska, Senatorska, Plac Zamkowy |
| 2015.06.26 |                    |              | |
| 2015.07.31 |                    | ok. 21       | Śródmieście, Praga Północ, Targówek, objazd cmentarza Bródnowskiego, powrót przez Muranów; przejazd mostami Śląsko-Dąbrowskim i Gdańskim |
| 2015.08.28 |                    |              | |
| 2015.09.25 |                    | ok. 23       | Plac Zamkowy, Krakowskie Przedmieście, Królewska, Marszałkowska, pl. Konstytucji, Waryńskiego, pl. Unii Lubelskiej, Goworka, Spacerowa, Belwederska, Sobieskiego, św. Bonifacego, Dolina Służewiecka, al. Wilanowska, Bukowińska, Domaniewska, Samochodowa, Joliot-Curie, Odyńca, al. Niepodległości, Koszykowa, Piękna, Al. Ujazdowskie, pl. Trzech Krzyży, Nowy Świat, Krakowskie Przedmieście, Plac Zamkowy. |
| 2015.10.30 |                    | ok. 18       | Plac Zamkowy, Senatorska, Miodowa, Kapucyńska, al. „Solidarności”, Towarowa, pl. Zawiszy, Grójecka, Bitwy Warszawskiej 1920 r., Szczęśliwicka, Dickensa, Pawińskiego, Pruszkowska, Żwirki i Wigury, Racławicka, Odyńca, Puławska, pl. Unii Lubelskiej, Bagatela, Al. Ujazdowskie, Nowy Świat, Krakowskie Przedmieście, Plac Zamkowy |
| 2015.11.27 |                    | ok. 16       | Plac Zamkowy, Senatorska, Miodowa, Bonifraterska, Międzyparkowa, Słonimskiego, most Gdański, Starzyńskiego, Jagiellońska, Okrzei, Targowa, Zamoyskiego, Grochowska, Gocławska, Mińska, Stanisławowska, Dwernickiego, Wiatraczna, rondo Wiatraczna, al. Waszyngtona, Wybrzeże Szczecińskie, most Świętokrzyski, Zajęcza, Topiel, Tamka, Kopernika, Świętokrzyska, Nowy Świat, Krakowskie Przedmieście, Plac Zamkowy |
| 2015.12.25 |                    | ok. 10       | Plac Zamkowy, Krakowskie Przedmieście, Nowy Świat, Al. Jerozolimskie, Marszałkowska, Koszykowa, Lindleya, Żelazna, Nowolipie, Smocza, Anielewicza, Świętojerska, pl. Krasińskich, Miodowa, Senatorska, Plac Zamkowy |
| 2016.01.29 |                    | 27,4         | Plac Zamkowy, Miodowa, Kapucyńska, al. Solidarności, pl. Bankowy, Andersa, Stawki, Okopowa, Powązkowska, Duchnicka, Przasnyska, Rydygiera, Felińskiego, al. Wojska Polskiego, Popiełuszki, Słowackiego, Żeromskiego, Perzyńskiego, Rudnickiego, Kochanowskiego, al. Reymonta, Powstańców Śląskich, Wrocławska, Radiowa, Dywizjonu 303, Obozowa, Deotymy, Elekcyjna, Wolska, al. Solidarności, Karolkowa, Grzybowska, pl. Grzybowski, Twarda, Emilii Plater, Al. Jerozolimskie, Nowy Świat, Krakowskie Przedmieście, Plac Zamkowy                                                                         |
| 2016.02.26 |                    | ok. 20       | Plac Zamkowy, Krakowskie Przedmieście, Nowy Świat, Al. Jerozolimskie, Marszałkowska, pl. Bankowy, Andersa, Anielewicza, Smocza, Stawki, Okopowa, Powązkowska, Tatarska, Ostroroga, Obozowa, Księcia Janusza, Jana Olbrachta, Redutowa, Wolska, Kasprzaka, Prosta, Świętokrzyska, Nowy Świat, Krakowskie Przedmieście, Plac Zamkowy |
| 2016.03.25 |                    | ok. 20       | Plac Zamkowy, Senatorska, pl. Bankowy, al. Solidarności, most Śląsko-Dąbrowski, Jagiellońska, Zamoyskiego, Targowa, Grochowska, Terespolska, Stanisławowska, Dwernickiego, Szaserów, Chłopickiego, pl. Szembeka, Zamieniecka, Fieldorfa, Bora-Komorowskiego, Egipska, Saska, Zwycięzców, Francuska, rondo Waszyngtona, most i al. Poniatowskiego, al. Jerozolimskie, Nowy Świat, Krakowskie Przedmieście, Plac Zamkowy |
| 2016.04.29 |                    | ok. 18       | Plac Zamkowy, Krakowskie Przedmieście, Nowy Świat, Świętokrzyska, Marszałkowska, pl. Konstytucji, Waryńskiego, Batorego, al. Niepodległości, Woronicza, Puławska, Dolna, Chełmska, Czerniakowska, Szwoleżerów, Myśliwiecka, Rozbrat, Książęca, pl. Trzech Krzyży, Nowy Świat, Krakowskie Przedmieście, Plac Zamkowy |
| 2016.05.27 |                    | ok. 30       | Plac Zamkowy, Krakowskie Przedmieście, Nowy Świat, al. Jerozolimskie, Marszałkowska, pl. Konstytucji, Waryńskiego, Puławska, Domaniewska, Bukowińska, Rolna, al. KEN, Herbsta, Pileckiego, Płaskowickiej, Rosoła, Ciszewskiego, Nowoursynowska, Wałbrzyska, al. Lotników, Modzelewskiego, Domaniewska, al. Niepodległości, Chałubińskiego, Aleje Jerozolimskie, Marszałkowska, Senatorska, Plac Zamkowy |
| 2016.06.24 |                    | ok. 32       | Plac Zamkowy, Krakowskie Przedmieście, Nowy Świat, al. Jerozolimskie, most i al. Poniatowskiego, Waszyngtona, rondo Wiatraczna, Grochowska, Targowa, Zamoyskiego, Jagiellońska, Ratuszowa, 11 listopada, rondo „Żaba”, Odrowąża, Matki Teresy z Kalkuty, Rembielińska, Kondratowicza, św. Wincentego, Starzyńskiego, most Gdański, Słomińskiego, rondo „Radosława”, al. Jana Pawła II, al. Solidarności, pl. Bankowy, Marszałkowska, Jerozolimskie, Nowy Świat, Krakowskie Przedmieście, Plac Zamkowy |
| 2016.07.29 |                    | ok. 19       | Plac Zamkowy, Krakowskie Przedmieście, Nowy Świat, al. Jerozolimskie, pl. Zawiszy, Grójecka, Bitwy Warszawskiej 1920 r., Szczęśliwicka, Dickensa, Urbanistów, Korotyńskiego, Mołdawska, Racławicka, Odyńca, Puławska, Dolna, Belwederska, al. Ujazdowskie, Nowy Świat, Krakowskie Przedmieście, Plac Zamkowy |
| 2016.08.26 |                    |              | Krakowskie Przedmieście, Nowy Świat, Aleje Jerozolimskie, Marszałkowska, Plac Konstytucji, Waryńskiego, Batorego |
| 2016.09.30 |                    | ok. 26       | Pl. Zamkowy, Krakowskie Przedmieście, Królewska, Marszałkowska, Al. Jerozolimskie, most Poniatowskiego, Waszyngtona, Francuska, Walecznych, Saska, Waszyngtona, Al. Zieleniecka, Targowa, pl.Wileński, Al. Solidarności, Szwedzka, rondo Żaba, Starzyńskiego, most Gdański, Słomińskiego, rondo Babki Radosława, JPII, al. Wojska Polskiego, Pl. Inwalidów Mickiewicza, pl. Wilsona, Krasińskiego, Broniewskiego, JP II, rondo Babki Radosława, Okopowa, Kercelak,al. Solidarności, pl. Bankowy, Marszałkowska, Królewska, Krakowskie Przedmieście, pl. Zamkowy                                          |
| 2016.12.30 |                    | 12,4         | Pl. Zamkowy, Krakowskie Przedmieście, Nowy Świat, Pl. Trzech Krzyży, al. Ujazdowskie, Pl. Na Rozdrożu, Al. Ujazdowskie Bagatela, Pl. Unii Lubelskiej, Boya- Żeleńskiego, Waryńskiego, Rondo Jazdy Polskiej, Waryńskiego, Nowowiejska, Pl. Zbawiciela, Marszałkowska, Pl. Konstytucji, Marszałkowska, Rondo Dmowskiego, Marszałkowska, Świętokrzyska, Rondo ONZ, Al. Jana Pawła II, Al. Solidarności, Pl. Bankowy, Andersa, Muranowska, Bonifraterska, Pl. Krasińskich, Miodowa, Pl. Zamkowy |
| 2022.05.27 | 274                | 18,9         | Pl. Zamkowy, Miodowa, Senatorska, Pl. Bankowy, Marszałkowska, Królewska, Grzybowska, Żelazna, Al. Jerozolimskie, Pl. Zawiszy, Grójecka, Kopińska, Szczęśliwicka, Dickensa, Urbanistów, Korotyńskiego, Pawińskiego, Banacha, Żwirki i Wigury, Krzyckiego, Raszyńska, Koszykowa, Krzywickiego, Nowowiejska, Pl. Politechniki, Lwowska, Koszykowa, Pl. Konstytucji, Piękna, Al. Ujazdowskie, Pl. Trzech Krzyży, Nowy Świat, Rondo de Gaulle'a, Al. Jerozolimskie, Rondo Dmowskiego, Marszałkowska, Świętokrzyska, Mazowiecka, Królewska, Pl. Piłsudskiego, Focha, Moliera, Senatorska, Miodowa, Pl. Zamkowy |
| 2022.06.24 | ok. 500            | 16,5         | Pl. Zamkowy, Miodowa, Senatorska, Pl. Bankowy, Marszałkowska, Rondo Dmowskiego, Marszałkowska, Pl. Konstytucji, Waryńskiego, Puławska, Domaniewska, al. Niepodległości, Chałubińskiego, Rondo Czterdziestolatka, al. Jana Pawła II, Rondo ONZ, al. Jana Pawła II, Grzybowska, Królewska, Pl. Piłsudskiego, Focha, Moliera, Senatorska, Miodowa, Pl. Zamkowy |
| Źródło     |                    |              | |

## Oddziaływanie Masy
W wyniku regularnego lobbingu ze strony obywateli, wyrazem którego jest Warszawska Masa Krytyczna, doprowadzono do kilku konkretnych zmian:
- poprawa jakości dróg rowerowych (m.in. dzięki stosowaniu asfaltu zamiast kostki brukowej);
- powołanie Pełnomocnika Prezydenta m.st. Warszawy ds. Rozwoju Transportu Rowerowego.

## Imprezy towarzyszące
- Masa Turystyczna - wycieczki o charakterze turystycznym w okolice Warszawy, organizowane od marca 2006 w trzecią sobotę każdego miesiąca.
- Nocna Masa Krytyczna - nocne przejazdy po Warszawie, organizowane od lipca 2004 w drugą sobotę każdego miesiąca.
- Masa Powstańcza - impreza powstała przy współudziale WMK i Muzeum Powstania Warszawskiego, odbywa się co roku, począwszy od 2007[13].

## Galeria

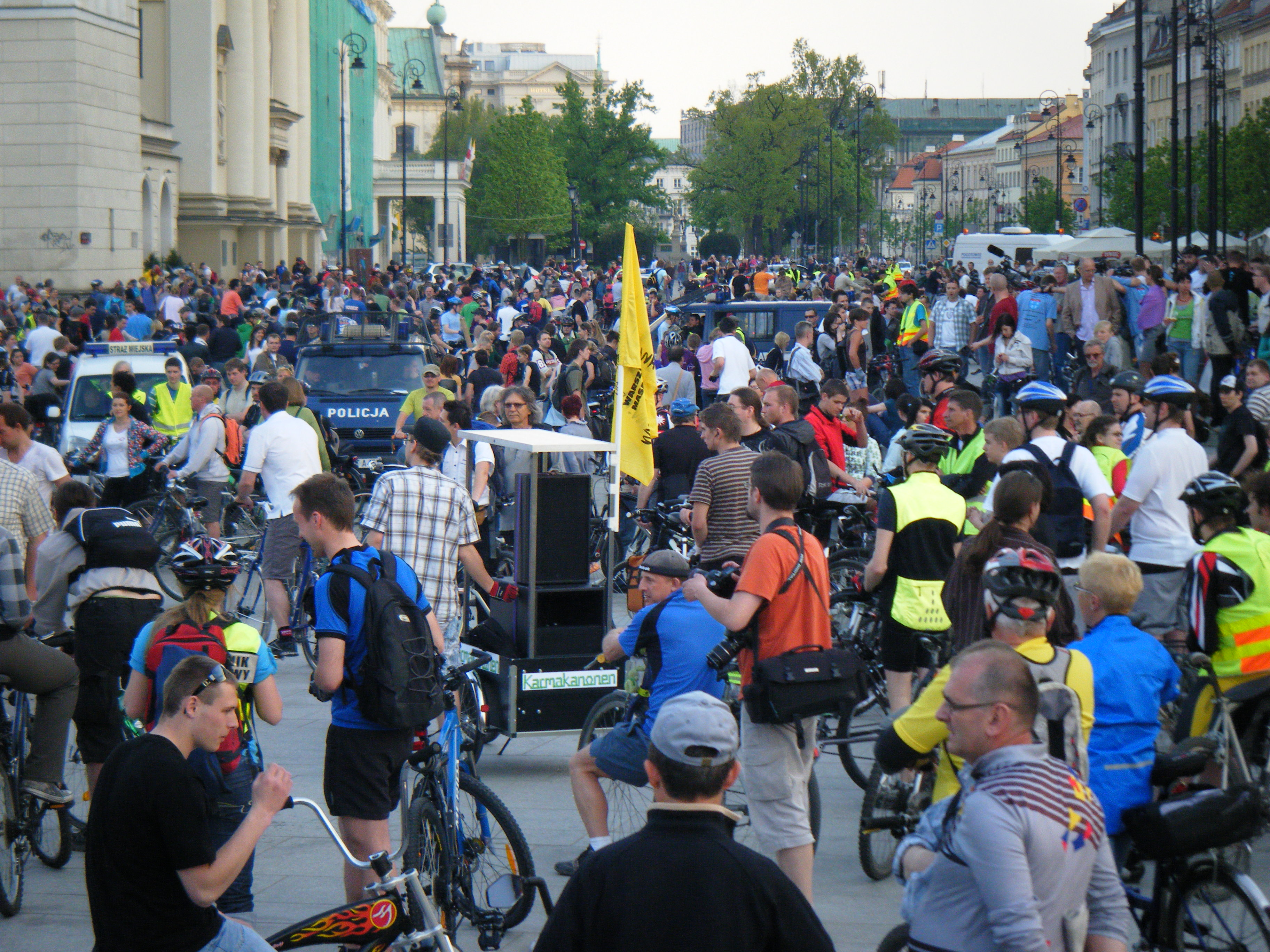
Masa na placu Zamkowym w kwietniu 2011
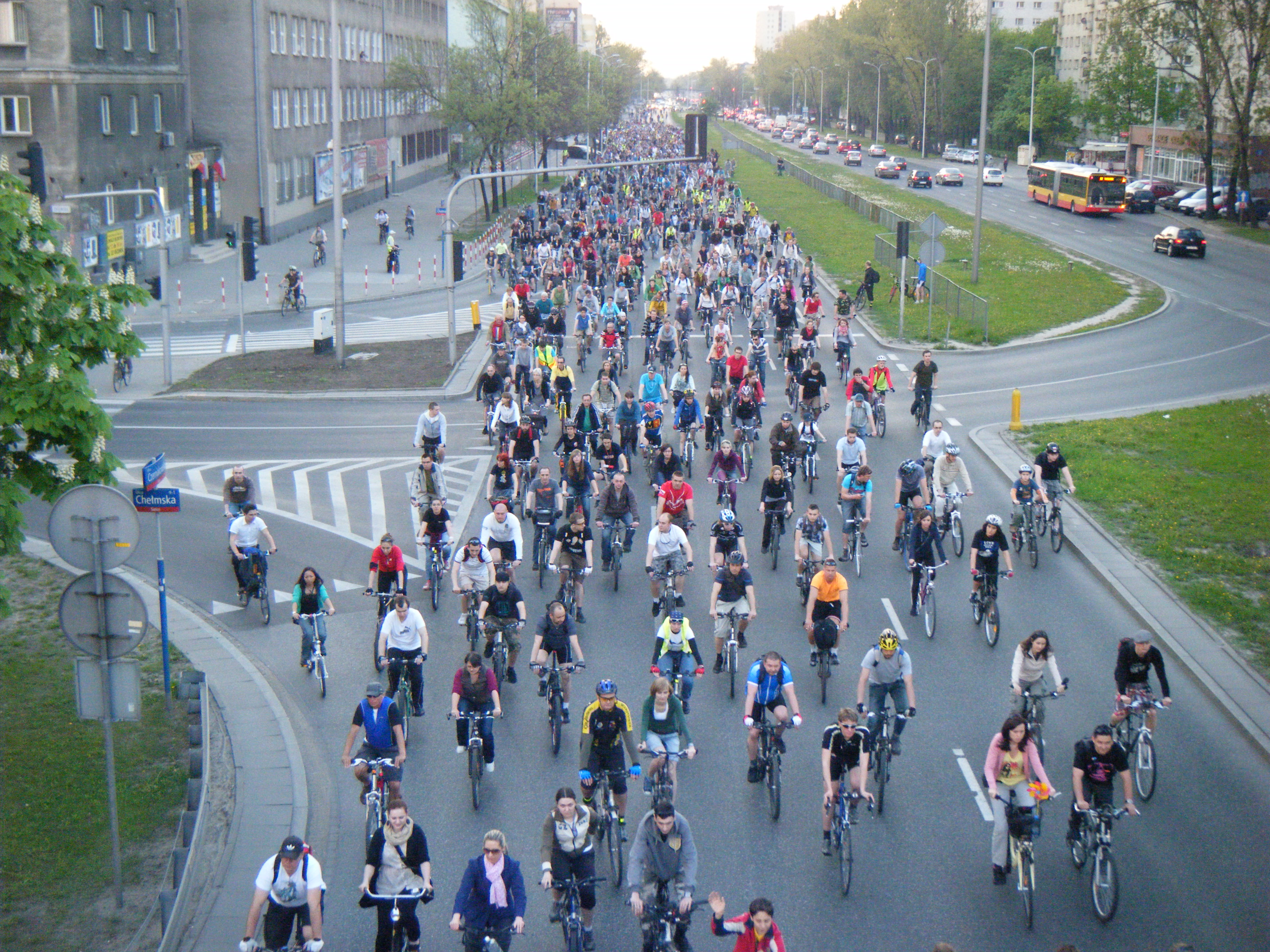
Masa na ulicy Czerniakowskiej w kwietniu 2011
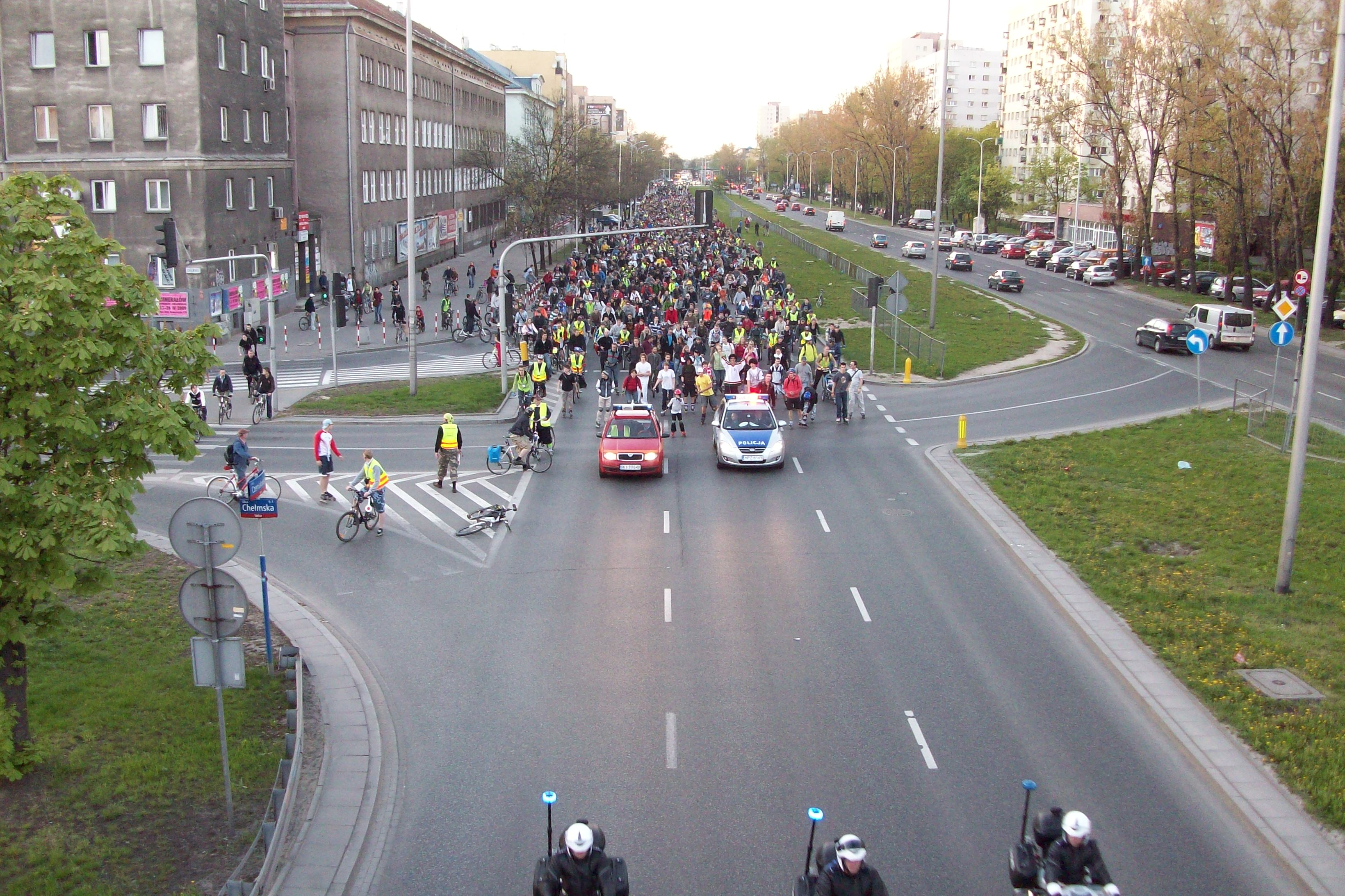
Masa na ulicy Czerniakowskiej w kwietniu 2009
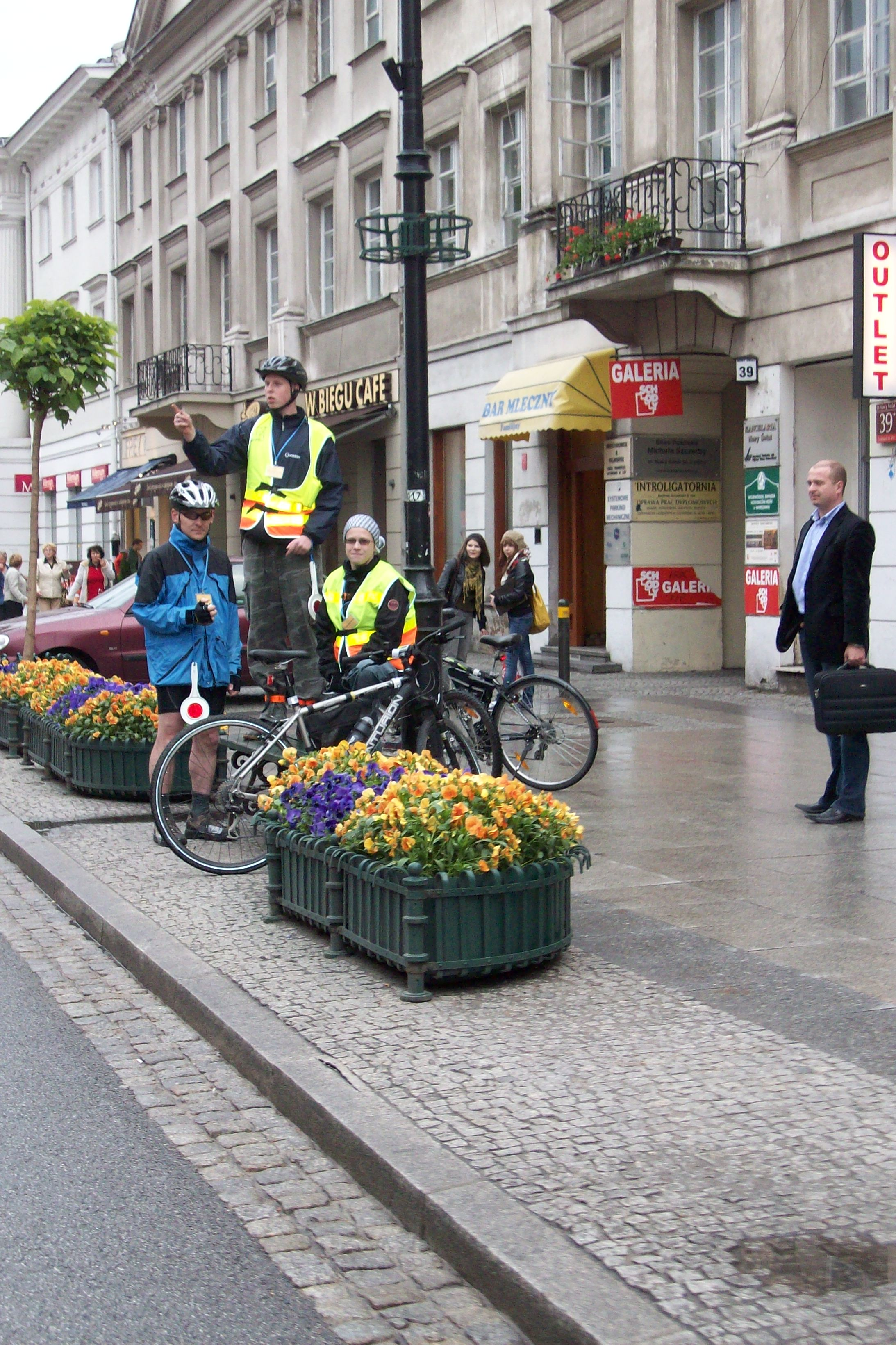
Masa na Nowym Świecie w maju 2009 - liczenie uczestników
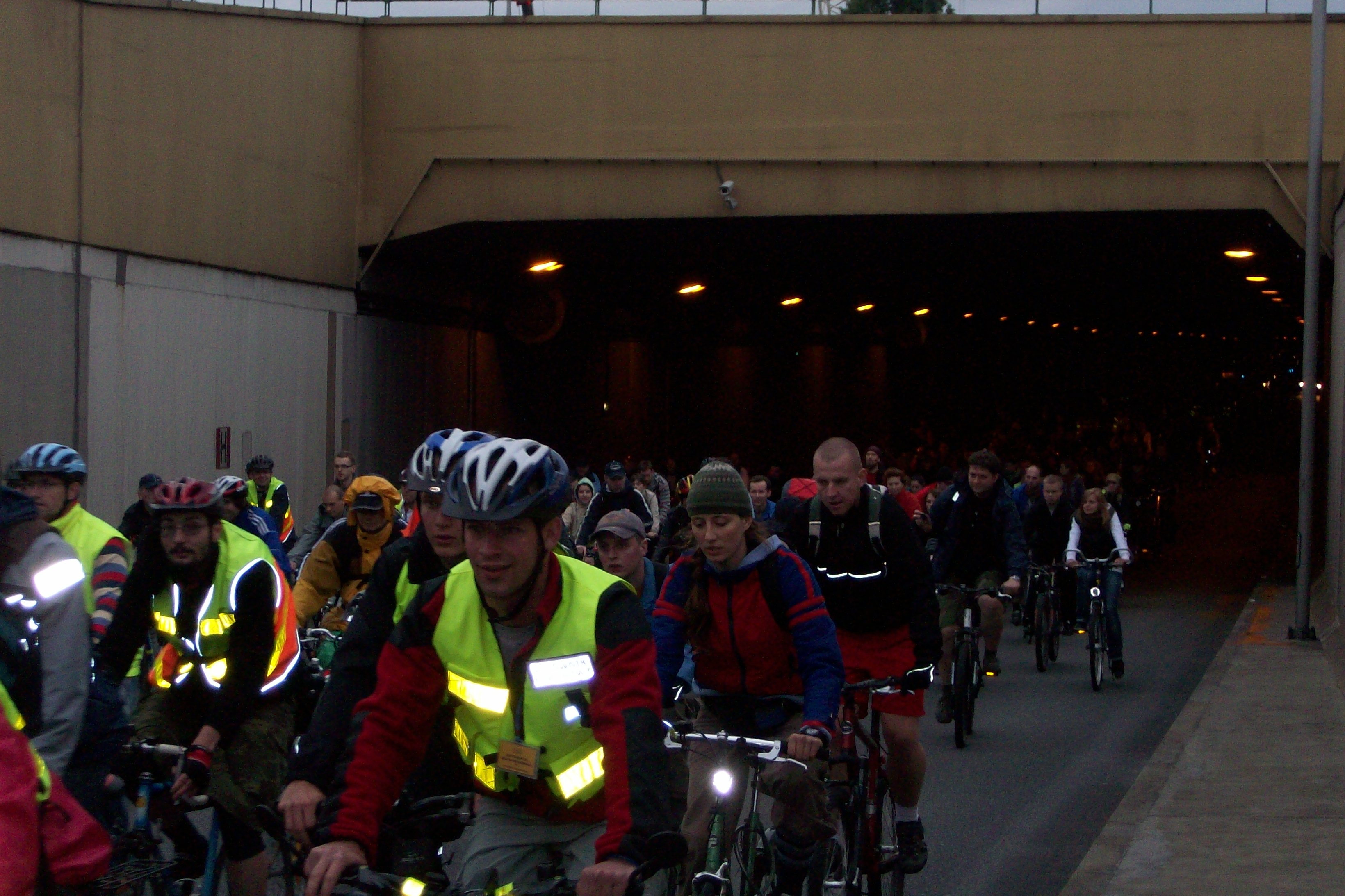
Masa w Tunelu Wisłostrady w maju 2009
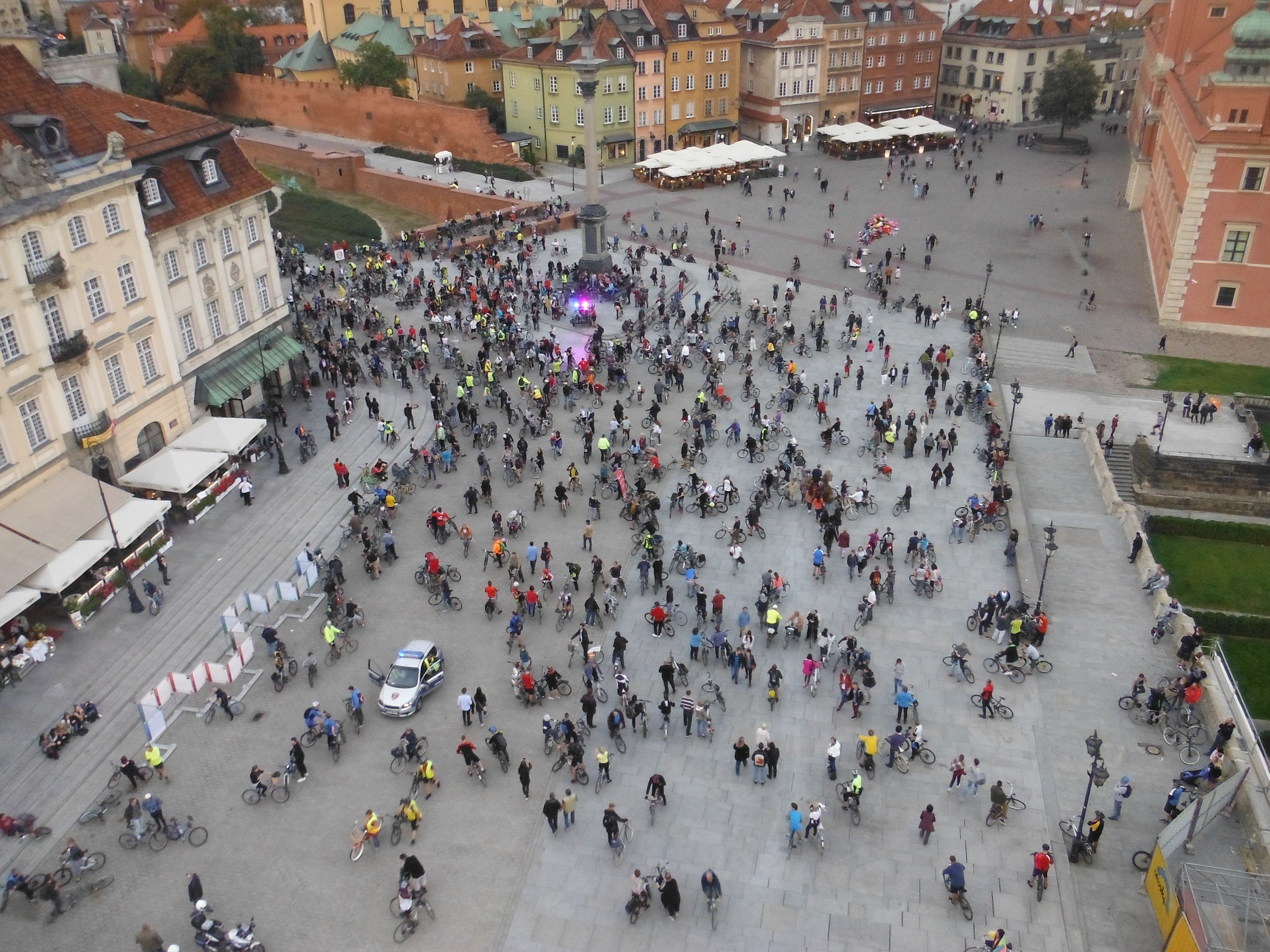
Masa na placu Zamkowym we wrześniu 2016